# Aphilopota plethora
Aphilopota plethora là một loài bướm đêm trong họ Geometridae.